# Slavatové z Chlumu a Košumberka
Slavatové z Chlumu a Košumberka (též Slawatowé) jsou starý český panský rod, který povýšil až do hraběcího stavu. Jméno odvozovali od hradu Chlumu u Čáslavi a hradu Košumberka na Chrudimsku. Počátkem 18. století rod vymřel.

## Historie

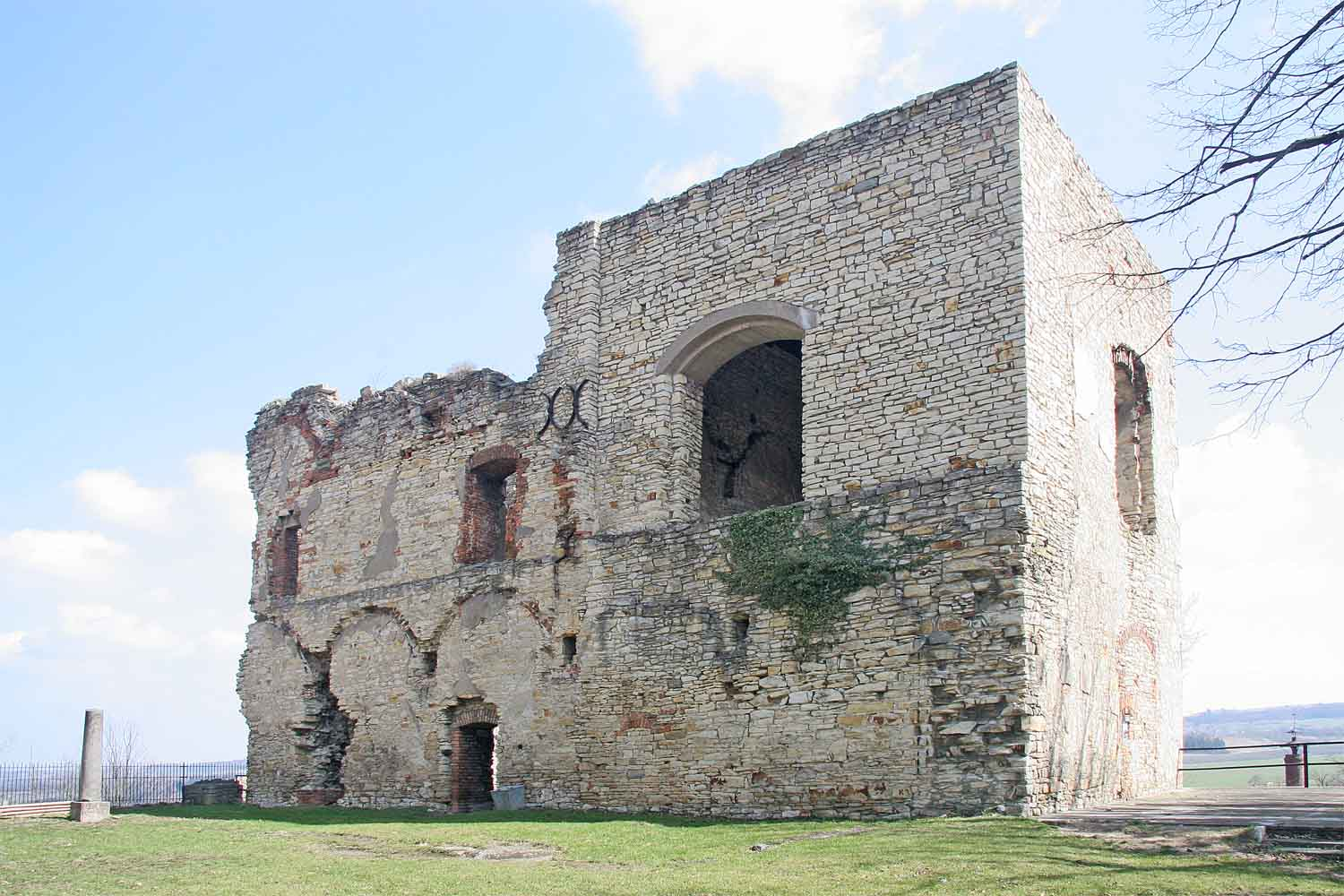
Zbytky hradu Košumberka

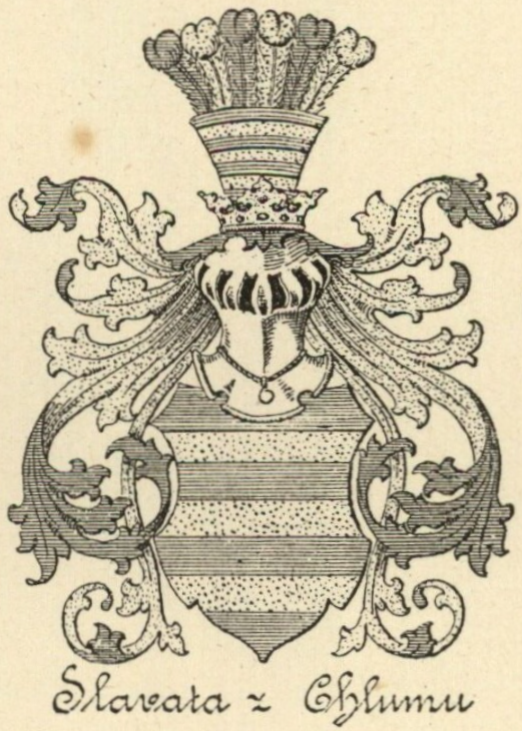
Starší podoba erbu Slavatů z Chlumu před povýšením do hraběcího stavu

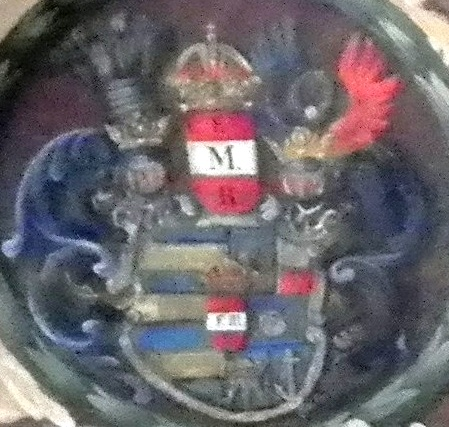
Slavatovský erb z roku 1686 na stropě místnosti zemských desk ve Starém královském paláci na Pražském hradě (vymalován pro nejvyššího zemského sudího Jana Jáchyma Slavatu)

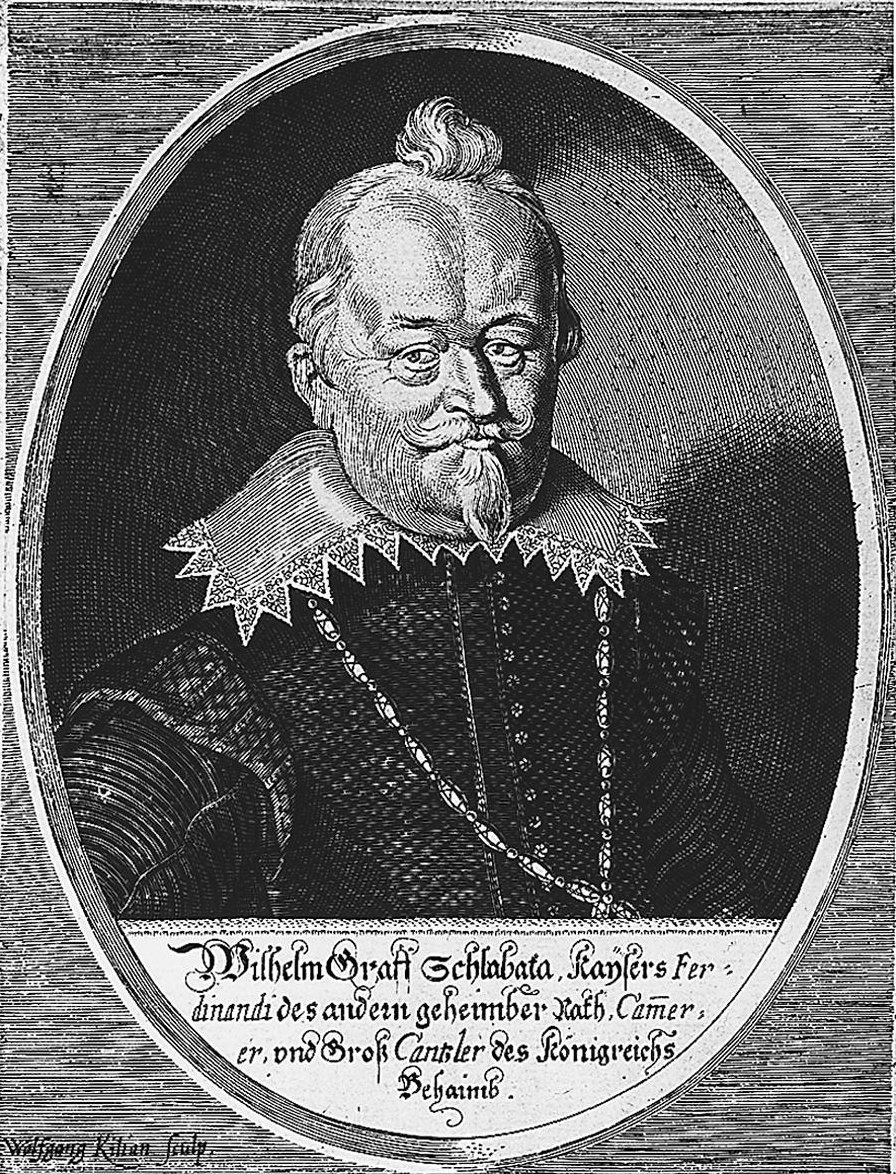
Rytina Viléma Slavaty v pozdním věku

Jako první předek rodu se uvádí jakýsi Bleh, který žil na přelomu 11. a 12. století. Jeho synem byl Zdeslav a jeho zase Bleh Velký řečený z Třebušova a v letech 1176–83 správce hradu litoměřického. Měl čtyři syny. Bleh, spřízněný s Hroznatou, zdědil po něm Blehov, dále Zdislav, který zdědil s bratry Stolinky, pak Bun, který prodal Boušovice a nakonec Milota. Po přesídlení z Litoměřicka na Čáslavsko lze sledovat přesnou posloupnost rodu. Později získali Podhořany, Damírov a další panství ve východních Čechách.
Během husitských válek podporovali stranu podobojí. Jan Vilém a Diviš se s Husem přátelili, podepsali list proti Husově upálení. Slavata v letech 1463–1467 působil jako královský hofmistr, jeho syn Michal, který jako první přijal jeho příjmení (Slavata), získal statky Sázavského kláštera. Počátkem 17. století měli příležitost značně rozšířit rodový majetek, Jan bojoval o získání dědictví po Smiřických ze Smiřic a Vilém po pánech z Hradce. Majetek pánů z Hradce rod Slavatů skutečně získal sňatkem s Lucií Otýlií.
Za stavovského povstání podporovali české stavy, za což byl některým příslušníkům rodu odebrán majetek. První ze čtyř bratrů, Michal, nejprve emigroval, poté se vrátil zpět a konvertoval ke katolictví, jeho bratr Jáchym přestoupil již před rokem 1620, poté působil jako válečný rada a generální komisař císařského vojska. Další bratr Adam se v této vřavě vůbec neprojevoval.
Poslední bratr Vilém (1572–1652) konvertoval od jednoty bratrské ke katolické církvi, oženil se s Lucií Otilií (1582–1633), která zdědila majetek pánů z Hradce. Před vzbouřením stavů vykonával post královského místodržícího, v květnu 1618 jej spolu s Bořitou z Martinic vyhodili čeští šlechtici z oken Pražského hradu. Zranění léčil nejprve v pražském Lobkovickém paláci, později v Teplicích, po vyléčení odjel za císařem Ferdinandem II. Druhá pražská defenestrace přispěla k jeho počínajícímu militantnímu katolicismu, během pobytu na císařském dvoře vypracovával krutý plán pomsty českým stavům. Po Bílé hoře se stal říšským hrabětem, nejvyšším komorníkem a od roku 1628 nejvyšším kancléřem. Získal výsady Rožmberků a hradeckých pánů, což byl vladařský titul, umožňující zasedat na sněmu jako první hned po knížatech či titul palatina. Na konfiskacích se neobohatil až tolik jako druzí. Sepsal rozsáhlé paměti.
Markéta Salomena ze Smiřic, vdova po Jindřichovi, který zahynul při výbuchu střelného prachu v jičínském zámku, odešla se synem Albrechtem Jindřichem do zahraničí, marně hájila majetek Smiřických před Albrechtem z Valdštejna, který se jej po porážce stavů zmocnil. I po jeho smrti usilovala o návrat rodového jmění, ale marně.

## Nejvýznamnější členové rodu
- Vilém Slavata z Chlumu a Košumberka (1572–1652), 1. vladař domu hradeckého, nejvyšší kancléř Českého království
- Adam Pavel Slavata (1604–1657), 2. vladař domu hradeckého
- Jáchym Oldřich Slavata z Chlumu a Košumberka (1606–1645), nejvyšší dvorský sudí Českého království
- Ferdinand Vilém Slavata z Chlumu a Košumberka (1630–1673), 3. vladař domu hradeckého, nejvyšší dvorský sudí Českého království
- Jan Jiří Jáchym Slavata z Chlumu a Košumberka (1638–1689), 4. vladař domu hradeckého, nejvyšší zemský sudí a nejvyšší hofmistr Českého království, tvůrce letního sídla na Smíchově, z něhož se dochovaly pouze dva prvky ze Slavatovské zahrady (tzv. Medvědí kašna a Medvědí brána)
- František Leopold Vilém Slavata z Chlumu a Košumberka (1639–1691), 5. vladař domu hradeckého, kanovník v Pasově
- Jan Karel Jáchym Slavata z Chlumu a Košumberka (1641–1712), poslední mužský člen rodu, generální převor řádu bosých karmelitánů

## Rozdělení dědictví Slavatů koncem 17. století
Vilém Slavata převzal dominium pánů z Hradce značně zadlužené, ale díky rozumnému hospodaření se mu podařilo konsolidovat finanční poměry. Tento stav udrželi ještě jeho synové, ale poslední generace Slavatů přivedla majetek znovu do vysokých dluhů. Posledním mužským potomkem Slavatů byl Jan Karel (1641–1712), který byl však od mládí knězem a na převzetí rodového dědictví rezignoval. K dělení obrovského majetku Slavatů tak došlo již po smrti Františka Leopolda Slavaty, který zemřel v roce 1691. Jeho neteře a sestry uzavřely 17. listopadu 1693 rodinnou smlouvu o rozdělení slavatovských statků. Obrovské dědictví v různých částech Čech včetně nemovitostí v Praze se rozpadlo na devět dědických podílů, vzhledem k celkovému rozsahu dominia ale nikdo z nástupců nestrádal. Největší podíl v podobě panství Jindřichův Hradec získali Černínové z Chudenic spolu s tradičním titulem vladař domu jindřichohradeckého.
| Dědička                                                                        | Dědický podíl                                   | Manžel                                                                                              |
| ------------------------------------------------------------------------------ | ----------------------------------------------- | --------------------------------------------------------------------------------------------------- |
| Marie Josefa Slavatová (1667–1708) dcera Jana Jiřího Jáchyma Slavaty           | Jindřichův Hradec                               | Heřman Jakub hrabě Černín z Chudenic (dědic titulu vladař domu jindřichohradeckého)                 |
| Marie Magdalena Slavatová (1673–1700) dcera Jana Jiřího Jáchyma Slavaty        | Pluhův Žďár, 1/2 paláce pánů z Hradce v Praze   | Norbert Leopold hrabě Libštejnský z Kolovrat (1701 odkoupil od Fünfkirchenů druhou polovinu paláce) |
| Marie Anežka (Agnes) Slavatová (1674–1718) dcera Jana Jiřího Jáchyma Slavaty   | Lipová                                          | František Vilém starohrabě Salm-Reifferscheidt                                                      |
| Marie Barbora Slavatová dcera Jáchyma Oldřicha Slavaty                         | Telč, Slavonice, Kunžak                         | Kryštof Filip hrabě z Liechtenstein-Castelcornu                                                     |
| dědicové Kateřiny Terezie Slavatové (1634–1673) dcera Jáchyma Oldřicha Slavaty | Nová Bystřice, 1/2 paláce pánů z Hradce v Praze | Jan Arnošt svobodný pán z Fünfkirchenu († 1684)                                                     |
| Anna Lucie Slavatová (1637–1703) dcera Jáchyma Oldřicha Slavaty                | Žirovnice, Počátky, Stráž nad Nežárkou          | Adolf Vratislav hrabě ze Šternberka                                                                 |
| Marie Terezie Slavatová (1656–1699) dcera Ferdinanda Viléma Slavaty            | Červená Lhota                                   | Arnošt Bedřich hrabě z Windischgrätzu                                                               |
| Marie Karolína Slavatová (1662–1716) dcera Ferdinanda Viléma Slavaty           | Obříství                                        | Leopold Antonín hrabě z Trauttmansdorffu                                                            |
| Marie Markéta Slavatová dcera Ferdinanda Viléma Slavaty                        | Kardašova Řečice                                | Jan Zikmund hrabě z Götzu                                                                           |

## Erb
Původní erb s třemi zlatými a čtyřmi modrými pruhy počátkem 17. století rozšířili o znak vymřelých pánů z Hradce.

## Příbuzenstvo
Spojili se s Valdštejny, pány z Hradce, z Boskovic, Žerotíny, Šliky, Smiřickými ze Smiřic či Žejdlici.